# 윈도우 팩스 및 스캔
윈도우 팩스 및 스캔(Windows Fax and Scan, WFS)은 일부 버전의 윈도우 비스타 운영 체제와 모든 버전의 윈도우 7에 포함된 통합 팩스 및 스캔 응용 프로그램이다. 윈도우 XP에는 팩스 콘솔이 대신 포함되어 있다.

## 기능
팩스 모뎀을 소유한 사용자가 윈도 팩스 및 스캔을 이용하면 팩스를 주고받거나 스캔된 문서를 팩스로 보낼 수 있다. 팩스 모뎀 없이도 사용자는 스캔 문서를 전자 메일에 첨부하여 보내거나 다른 컴퓨터로부터 온 전자 메일 첨부 파일을 다른 사람에게 전달할 수 있다. WFS는 LAN으로 연결된 스캐너, 네트워크로 연결된 스캐너 및 복합기로부터의 원 클릭 문서 스캔 기능을 지원한다. WFS를 대부분의 종류의 문서에 사용할 수 있으나 텍스트 문서의 스캔, 보기, 저장에 최적화되어 있다.
WFS는 윈도우 비스타 얼티밋에서 사용할 수 있으며 윈도우 비스타 얼티밋에서는 선택적 구성요소로 사용할 수 있다. 다만 WFS는 윈도우 비스타 홈 또는 비스타 홈 프리미엄에서 사용할 수 없다. 반면 윈도우 7, 윈도우 서버 2008의 모든 버전에서 이용이 가능하다.

## 추가 문헌
- Simpson, Alan; Todd Meister (2007). 〈Faxing and Scanning〉. 《Alan Simpson's Windows Vista Bible》. Indianapolis: John Wiley & Sons. 853–868쪽. ISBN 0-470-04030-0. OCLC 71833410. 2009년 1월 22일에 확인함.